# Formamida
La formamida (también conocida como metanamida) es la amida derivada del ácido fórmico. Su fórmula molecular es CH3NO.
Se trata de un líquido de color claro, totalmente miscible con agua y de olor amoniacal. Es la amida primaria más simple.

## Síntesis
En el pasado, la formamida se producía tratando al ácido fórmico con amoníaco, que produce formiato de amonio, que a su vez produce formamida al calentarse:
HCOOH + NH3 → HCOO−NH+
4
HCOO−NH+
4 → HCONH2 + H2O
La formamida también se genera por amonólisis del formato de etilo:
HCOOCH2CH3 + NH3 → HCONH2 + CH3CH2OH
Un proceso industrial más moderno implica la carbonilación del amoniaco:
CO  +  NH3   →   HCONH2
Un proceso alternativo de dos etapas implica la amonolisis de formiato de metilo, que se forma a partir de monóxido de carbono y metanol:
CO + CH3OH → HCOOCH3
HCO2CH3  +  NH3   →   HCONH2  +  CH3OH

## Reactividad
La formamida se hidroliza en agua con catálisis ácida y calor: 
HCONH2 + H2O → HCOOH + NH3
La formamida se descompone en monóxido de carbono y amoniaco a 180 °C.
HCONH2 → CO + NH3
En presencia de catalizadores ácidos sólidos, la formamida se deshidrata a ácido cianhídrico:
HC(O)NH2 → HCN + H2O